# Tryck- och yttrandefrihetsbrott
Tryckfrihetsbrott respektive yttrandefrihetsbrott är i Sverige de brott som är straffbara enligt tryckfrihetsförordningen (TF) och yttrandefrihetsgrundlagen (YGL). 

## Lagrum
Eftersom yttrandefrihetsgrundlagen innehåller en hänvisning till tryckfrihetsförordningens brottskatalog (5 kap YGL jämförd med 7 kap TF), sammanfaller yttrandefrihetsbrotten och tryckfrihetsbrotten med varandra och är samma brott. Ett antal utvidgningar har skett genom åren, och efter lagändringen som trädde i kraft den 1 januari 2003 är brotten 18 stycken till antalet.
När ett brott begås i ett grundlagsskyddat medium, som via en tidningspublicering, är tryck- och yttrandefrihetsbrotten aktuella, i stället för brott i vanlig lag (till exempel i brottsbalken). Grundlagsskyddade medier är bland annat tidningar och böcker (som skyddas av tryckfrihetsförordningen) och radio- och tv-sändningar, vissa webbplatser med mera (skyddas av yttrandefrihetsgrundlagen). De verksamheter som skyddas av dessa lagar förklaras i Grundlagsskydd för tryck- och yttrandefriheten i Sverige.

### Brotten
Följande gärningar utgör tryck- och yttrandefrihetsbrott:
- högförräderi
- krigsanstiftan
- spioneri
- obehörig befattning med hemlig uppgift
- vårdslöshet med hemlig uppgift
- uppror
- landsförräderi eller landssvek
- landsskadlig vårdslöshet
- ryktesspridning till fara för rikets säkerhet
- uppvigling
- hets mot folkgrupp
- brott mot medborgerlig frihet
- olaga våldsskildring
- förtal
- förolämpning
- olaga hot
- hot mot tjänsteman
- övergrepp i rättssak

För att en handling i TF eller YGL ska vara straffbar som ett tryck- eller yttrandefrihetsbrott krävs att brottet listas både i grundlag (TF och YGL) och i vanlig lag (brottsbalken), något som kallas dubbelkriminalisering. Anledningen till den här ordningen är att man på ett enkelt sätt kan avkriminalisera ett tryck- och yttrandefrihetsbrott. Det kan ske genom ett riksdagsbeslut om ändring i brottsbalken och kräver inte två riksdagsbeslut med riksdagsval emellan, vilket annars är ett krav för att ändra i en grundlag.
Tryckfrihetsbrott och yttrandefrihetsbrott respektive brott mot TF och brott mot YGL är två olika saker. De två sistnämnda är exempelvis att inte redovisa uppgifter om var en skrift har tryckts, att bryta mot anonymitetsskyddet som följer av grundlagarna eller att annars inte följa de formföreskrifter som finns i grundlagarna. Brott mot TF/YGL prövas i vanlig ordning och handläggs enligt rättegångsbalkens bestämmelser, och inte enligt den särskilda ordningen med jury.

## Åtal och rättegång
Typiskt för tryck- och yttrandefrihetsbrotten är att Justitiekanslern (JK) är ensam åklagare och att ansvar prövas i en juryrättegång.
Juryn i den här typen av mål får instruktioner att hellre fria än fälla. Dess frikännande kan inte överklagas, och om juryn fäller kan domaren anse att det inte når upp till nivån för förtal. Dessa mekanismer är tänkta att så långt som möjligt skydda tryck- och yttrandefriheten.[källa behövs]
Man kan också starta ett enskilt åtal, men då får den vinnande parten kräva motparten på sina rättegångskostnader. Om en tidning förlorar brukar det överklagas, och rättegångskostnaderna blir då lätt miljonbelopp. Enskilda åtal om tryck- och yttrandefrihet är vanligare än sådana startade av JK eftersom JK är restriktiv, och tidningar brukar försöka förlikas om det uppenbart är förtal.

## Berömda eller prejudicerande rättsfall
- Det så kallade Aftonbladet-målet 1998/1999[7] gällde en publicering av en bild, där en anonym beväpnad man stått vid en polismans bostad. Detta innebar att ingen kunde göras ansvarig för olaga hot och hot mot tjänsteman mot en journalist respektive polisman, eftersom Högsta domstolen kom fram till att grundlagarna skyddade tidningspubliceringarna. Samtidigt var olaga hot och hot mot tjänsteman inte ett tryck- eller yttrandefrihetsbrott som den ansvarige utgivaren kunde göras ansvarig för. Följden blev en omfattande lagändring, där såväl olaga hot och hot mot tjänsteman som övergrepp i rättssak och brott mot medborgerlig frihet infördes i TF. Dessa blev därmed tryckfrihets- och yttrandefrihetsbrott från den 1 januari 2003.
- Svenska staten använde i mitten av 1800-talet en lag kallad Indragningsmakten, för att stoppa utgivningen av tidningar – särskilt Aftonbladet. Tidningarna bemötte detta genom att byta namn, exempelvis till "Det andra Aftonbladet", "Det tredje Aftonbladet" och så vidare, till dess att Karl XIV Johan gav upp.
- Miljöaktivisten Linus Brohult blev 1999 dömd för grov uppvigling, efter att ha skrivit en artikel i Socialekologisk aktions tidning Miljöaktivisten om hur man förstör utrustning på maskiner. Fallet fick stor uppmärksamhet, och politiker, kulturpersonligheter och professorn i rättsvetenskap Dennis Töllborg protesterade mot domen.[8]
- Förtalsmålet i samband med medierapporteringen kring mordet på Anna Lindh, handlade om en oskyldig man som blivit uppmärksammad i massmedia 2003 i samband med mordet på dåvarande utrikesministern. Mannen överklagade frågan om fyra tidningars rättegångskostnader, som han varit tvungen att betala, som ett indirekt sätt att försöka ompröva domen (se vidare se "Rättegångskostnader" nedan).
- I Monica Antonssons förtalsmål 2017 stämde Antonsson med ombud efter domen svenska staten för brott mot Europakonventionen. Detta motiverades bland annat av att domen i yttrandefrihetsmålet inte gick att överklaga. Denna stämning ogillades.[källa behövs]

## Rättegångskostnader
Eftersom JK sällan startar en juryrättegång, är det vanligt att starta ett enskilt åtal, och då kan den vinnande parten kräva motparten på sina rättegångskostnader. Dessa rättegångskostnader kan vara miljonbelopp, och avskräcker ofta från att starta en tryckfrihetsrättegång. Ett mål i tingsrätten, med egna och motpartens kostnader, kan uppgå till två miljoner kronor. Kända personer har rapporterat att när de velat diskutera osant förtal som stått i tidningar, fått beskedet att tidningen inte planerar någon rättelse eller kompensation och rekommendationen att inte gå vidare med det med tanke på rättegångskostnader.
Förtalsmålet i samband med medierapporteringen kring mordet på Anna Lindh berörde just möjligheten till kvittning av rättegångskostnader, det vill säga att parterna i målet själva skulle betala sina egna kostnader. Tingsrätten hade i det fallet friat tidningarna i sakfrågan och dessutom låtit tidningarna kräva den man som polisen misstänkt, och som media skrivit om, på tidningarnas rättegångskostnader. Mannen vann i Högsta domstolen, som menade att mannen "haft en fullgod anledning att få sin sak prövad i domstol". HD medgav kvittning, alltså att tidningarna fick stå för sina egna rättegångskostnader. Den utgången bedömdes öppna för fler kvittningar av rättegångskostnader och därmed att fler medier i framtiden skulle komma att vilja göra upp i godo.